# Campeonato Russo de Futebol de 2013–14
O Campeonato Russo de Futebol de 2013-14 foi o vigésimo segundo torneio desta competição. Participaram dezesseis equipes. O campeão e o vice se classificam para a Liga dos Campeões da UEFA de 2014–15. O terceiro, o quarto, o quinto e o sexto colocados se classificam para a Liga Europa da UEFA de 2014–15. Dois clubes caem e dois são ascendidos diretamente, enquanto duas vagas são disputadas por um torneio de promoção. Os clubes FC Mordovia Saransk e FC Alania Vladikavkaz foram rebaixados na temporada passada

## Participantes
| Equipe                       | Cidade           | Região                   | No ano anterior                                                          | Estádio                     | Capacidade | Títulos                                           | Participações |
| ---------------------------- | ---------------- | ------------------------ | ------------------------------------------------------------------------ | --------------------------- | ---------- | ------------------------------------------------- | ------------- |
| PFC CSKA Moscovo             | Khamovniki       | Moscovo                  | Campeão                                                                  | Estádio Lujniki             | 81.000     | 4 (2003, 2005, 2006, 2012-13)                     | 22            |
| Spartak Moscovo              | Presnensky       | Moscovo                  | Quarto Lugar                                                             | Estádio Lujniki             | 81.000     | 9 (1992, 1993, 1994, 1996,1997, 1998, 1999, 2000) | 22            |
| Dínamo Moscovo               | Aeroport         | Moscovo                  | Sétimo Lugar                                                             | Estádio Dínamo de Moscou    | 36.540     | 0 (não possui)                                    | 22            |
| Lokomotiv Moscovo            | Preobrazhenskoye | Moscovo                  | Nono Lugar                                                               | Estádio Lokomotiv de Moscou | 30.000     | 2 (2002, 2004)                                    | 22            |
| FC Krilia Sovetov Samara     | Samara           | Oblast de Samara         | Vencedor do Torneio de Promoção                                          | Estádio Metallurg           | 33.320     | 0 (não possui)                                    | 22            |
| FC Zenit São Petersburgo     | Petrogrado       | São Petersburgo          | Vice Campeão                                                             | Estádio Petrovsky           | 21.570     | 3 (2007, 2010, 2011-12)                           | 19            |
| FC Rubin Kazan               | Cazã             | Tartaristão              | Sexto Lugar                                                              | Estádio Central de Cazã     | 28.500     | 2 (2008, 2009)                                    | 11            |
| FC Amkar Perm                | Perm             | Krai de Perm             | Décimo Primeiro Lugar                                                    | Estádio Zvezda              | 19.500     | 0 (não possui)                                    | 10            |
| FC Terek Grozny              | Grózni           | Chechênia                | Oitavo Lugar                                                             | Estádio Sultan Bilimkhanov  | 10.500     | 0 (não possui)                                    | 7             |
| FC Rostov                    | Rostov do Don    | Oblast de Rostov         | Vencedor do Torneio de Promoção                                          | Estádio Rostselmash         | 15.840     | 0 (não possui)                                    | 20            |
| FC Anji Makhachkala          | Mahackala        | Daguestão                | Terceiro Lugar                                                           | Estádio Dínamo              | 15.200     | 0 (não possui)                                    | 6             |
| FC Kuban Krasnodar           | Krasnodar        | Krai de Krasnodar        | Quinto Lugar                                                             | Estádio Kuban               | 32.000     | 0 (não possui)                                    | 7             |
| FC Volga Nijni Novgorod      | Níjni Novgorod   | Oblast de Níjni Novgorod | Décimo Segundo Lugar                                                     | Estádio Lokomotiv           | 17.856     | 0 (não possui)                                    | 3             |
| FC Krasnodar                 | Krasnodar        | Krai de Krasnodar        | Décimo Lugar]                                                            | Estádio Kuban               | 32.000     | 0 (não possui)                                    | 3             |
| FC Tom Tomsk                 | Tomsk            | Oblast de Tomsk          | Vice Campeão do Campeonato Russo de Futebol de 2012-13 - Segunda Divisão | Estádio Trud                | 15.000     | 0 (não possui)                                    | 8             |
| FC Ural Sverdlovskaya Oblast | Ecaterimburgo    | Oblast de Sverdlovsk     | Campeão do Campeonato Russo de Futebol de 2012-13 - Segunda Divisão      | Estádio Central             | 30.000     | 0 (não possui)                                    | 6             |

## Regulamento
O campeonato foi disputado no sistema de pontos corridos em turno e returno em grupo único. Dois são rebaixados diretamente e dois vão para um torneio de promoção, juntamente com o terceiro e o quarto lugar do Campeonato Russo de Futebol de 2013-14 - Segunda Divisão. Neste torneio de promoção, dois são rebaixados e dois são ascendidos para o Campeonato Russo de Futebol de 2014-15.

## Primeira Fase
CSKA foi o campeão e classificou-se para a Liga dos Campeões da UEFA de 2014–15, junto com o vice, Zenit.
Lokomotiv de Moscovo, Dínamo de Moscovo, Rostov e Krasnodar foram classificados para a Liga Europa da UEFA de 2014–15.
Volga e Anji foram rebaixados para o Campeonato Russo de Futebol de 2014-15 - Segunda Divisão.
Tom e Krilia foram classificados para o Torneio de Promoção e Permanência.

## Torneio de Promoção
| Equipe                   | Cidade     | Região           | No ano anterior                                                      | Estádio           | Capacidade | Títulos        | Participações |
| ------------------------ | ---------- | ---------------- | -------------------------------------------------------------------- | ----------------- | ---------- | -------------- | ------------- |
| FC Ufa                   | Ufa        | Bascortostão     | Acesso pelo Campeonato Russo de Futebol de 2013-14 - Segunda Divisão | Estádio Dínamo    | 4.500      | 0 (não possui) | 1             |
| Torpedo Moscovo          | Danilovsky | Moscovo          | Acesso pelo Campeonato Russo de Futebol de 2013-14 - Segunda Divisão | Estádio Lujniki   | 81.000     | 0 (não possui) | 1             |
| FC Krilia Sovetov Samara | Samara     | Oblast de Samara | Décimo Quarto Lugar na Primeira Divisão                              | Estádio Metallurg | 33.320     | 0 (não possui) | 3             |
| FC Tom Tomsk             | Tomsk      | Oblast de Tomsk  | Décimo Terceiro Lugar na Primeira Divisão                            | Estádio Trud      | 15.000     | 0 (não possui) | 1             |

Ufa e Torpedo foram promovidos; Krilia e Tom foram rebaixados.

## Campeão
| Campeão Russo de 2013-14   |
| -------------------------- |
| PFC CSKA Moscovo 5° Título |